# Roland von Parma
Roland von Parma, italienisch Rolando da Parma, latinisiert Rolandus Parmensis, genannt auch Rolando (detto) dei Capezutti (* 2. Hälfte des 12. Jahrhunderts; † zwischen 1240 und 1250), war ein italienischer Chirurg aus Parma.

## Leben
Roland besuchte die Medizinschule von Parma, wo er durch Guido von Arezzo den Jüngeren in die Rezeption von Avicennas Kanon der Medizin eingeführt wurde. Er kommentierte (mit seinen Additiones) die Chirurgie seines Lehrers Roger Frugardi und siedelte Anfang des 13. Jahrhunderts nach Bologna über, wo er das Bürgerrecht erwarb. Dort gab er wundärztlichen Unterricht und überarbeitete mit Einflüssen von Avicenna um 1240 Frugardis Werk, das nachfolgend (Chirurgia) Rolandina genannt wurde. Der Überarbeitung stellte er seine eigene Schrift Libellus de chirurgia zur Seite. Diese begründete die (etwa von Guy de Chauliac mit seiner Chirurgia Parva fortgesetzte) Tradition der Kleinen Chirurgie. In der Schule von Salerno war die Rolandina nach 1250 Pflichtlektüre.
Bedeutend war Rolands pathologisches Strukturprinzip, das er neben Frugardis anatomischer Stoffanordnung einsetzte. Gundolf Keil schätzt auch seine Illustrationen als bedeutend ein.
Mit Hugo von Lucca, Theodorich von Cervia und Wilhelm von Saliceto hatte Roland von Parma die Bologneser Chirurgenschule begründet.

## Nachwirkung
In der Vier-Meister-Glosse-Kompilation ist die Rolandina als Leittext eingefügt. Um 1300 begann die landessprachliche Rezeption der Schriften Rolands.